# Gomphocarpus fruticosus
Gomphocarpus fruticosus, conocida habitualmente también como mata de (la) seda y argel de Siria, es una especie angiosperma perteneciente a la familia de las apocináceas.

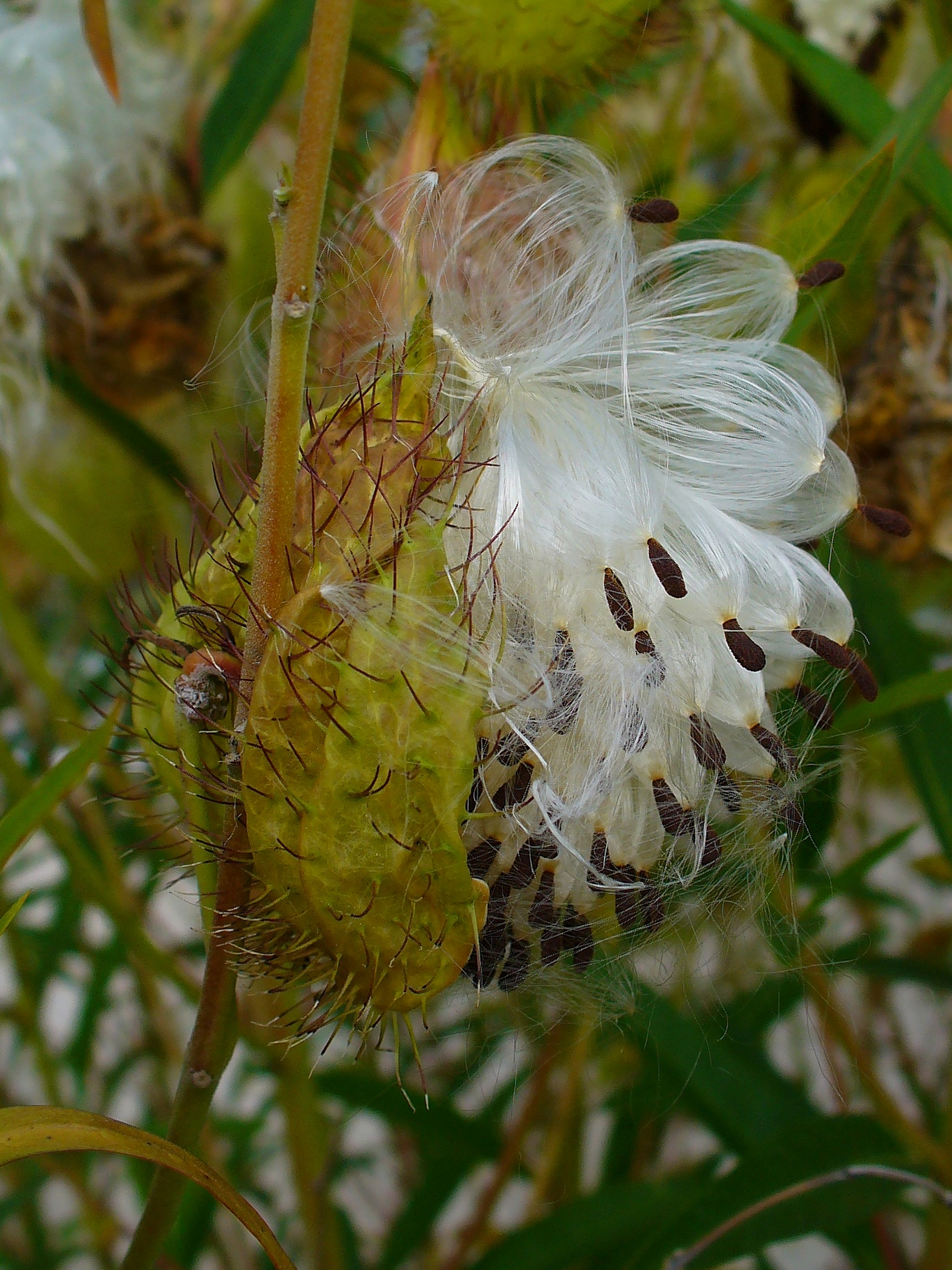
Fruto

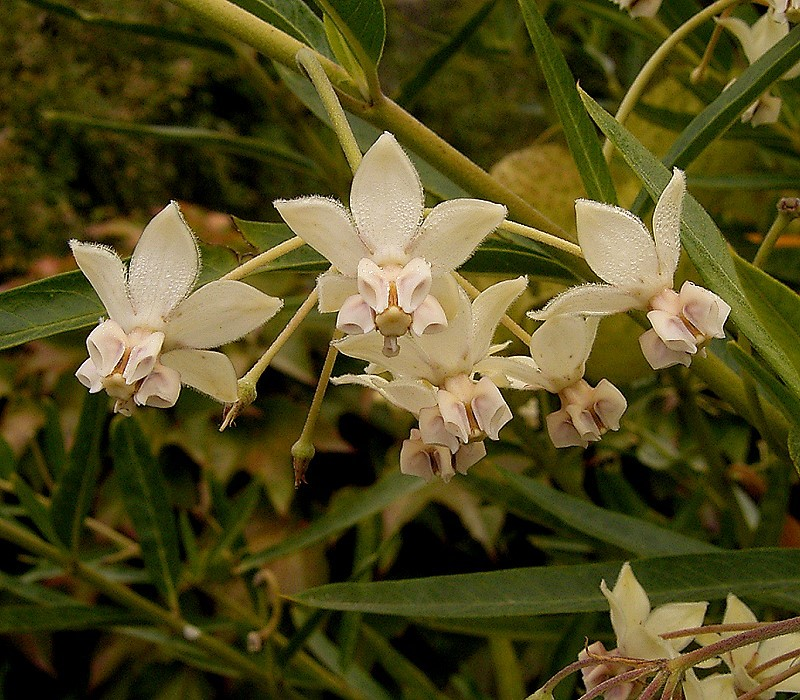
Flores

## Descripción
Es un arbusto con varios tallos erectos que alcanza hasta dos metros de altura, con flores de color amarillo-verdoso. El fruto es un gran vaina como una vejiga con semillas cada una con un penacho de largos pelos sedosos que se ha usado como fibra textil.

## Distribución y hábitat
Esta planta es común en el sur de África y se halla también como especie invasora en el sur de España, hacia donde debió llegar a finales del siglo XVIII.

## Propiedades
Como medicamento: las hojas se utilizan medicinalmente para tratar dolores de cabeza, la tuberculosis y como emético. Esta planta es venenosa, y contiene glucósidos que causan los mismos síntomas de envenenamiento que la Homeria pallida  y puede conducir a la muerte,  tanto al ganado como a los seres humanos.

## Ecología
Es una de las dos únicas plantas con las que se alimentan las orugas de las mariposas monarca, junto con la adelfilla, nativa de la América tropical, naturalizada en muchas otras partes del mundo, y que en España también es una especie invasora que debió llegar desde América Central durante el siglo XVI.

## Taxonomía
Asclepias fruticosa fue descrita por  Carlos Linneo  y publicado en Species Plantarum 1: 216. 1753.
Etimología
Asclepias: nombre genérico que Carlos Linneo nombró en honor de Esculapio (dios griego de la medicina), por las muchas aplicaciones medicinales que tiene la planta.
fruticosa: epíteto latino que significa "arbustiva".
Sinonimia
- Apocynum salicifolium Medik.
- Asclepias angustifolia Schweigg.
- Asclepias cornuta (Decne.) Cordem.
- Asclepias crinita (G.Bertol.) N.E.Br.
- Gomphocarpus fruticosus (L.) W.T.Aiton
- Asclepias glabra Mill.
- Asclepias longifolia Sessé & Moc.
- Asclepias salicifolia Salisb.
- Asclepias virgata Balb.
- Gomphocarpus angustifolius (Schweigg.) Link
- Gomphocarpus arachnoideus E.Fourn.
- Gomphocarpus cornutus Decne.
- Gomphocarpus crinitus G.Bertol.
- Gomphocarpus fruticosus (L.) R. Br.
- Gomphocarpus fruticosus f. brasiliensis Briq[6]